# جيف شو (سياسي)
جيف شو (بالإنجليزية: Geoff Shaw)‏ هو محاسب وسياسي أسترالي، ولد في 12 أكتوبر 1967 في بريزبان في أستراليا. انتخب عضو الجمعية التشريعية فيكتوريا عن دائرة Electoral district of Frankston ‏ (27 نوفمبر 2010 – 29 نوفمبر 2014).